# Opus incertum

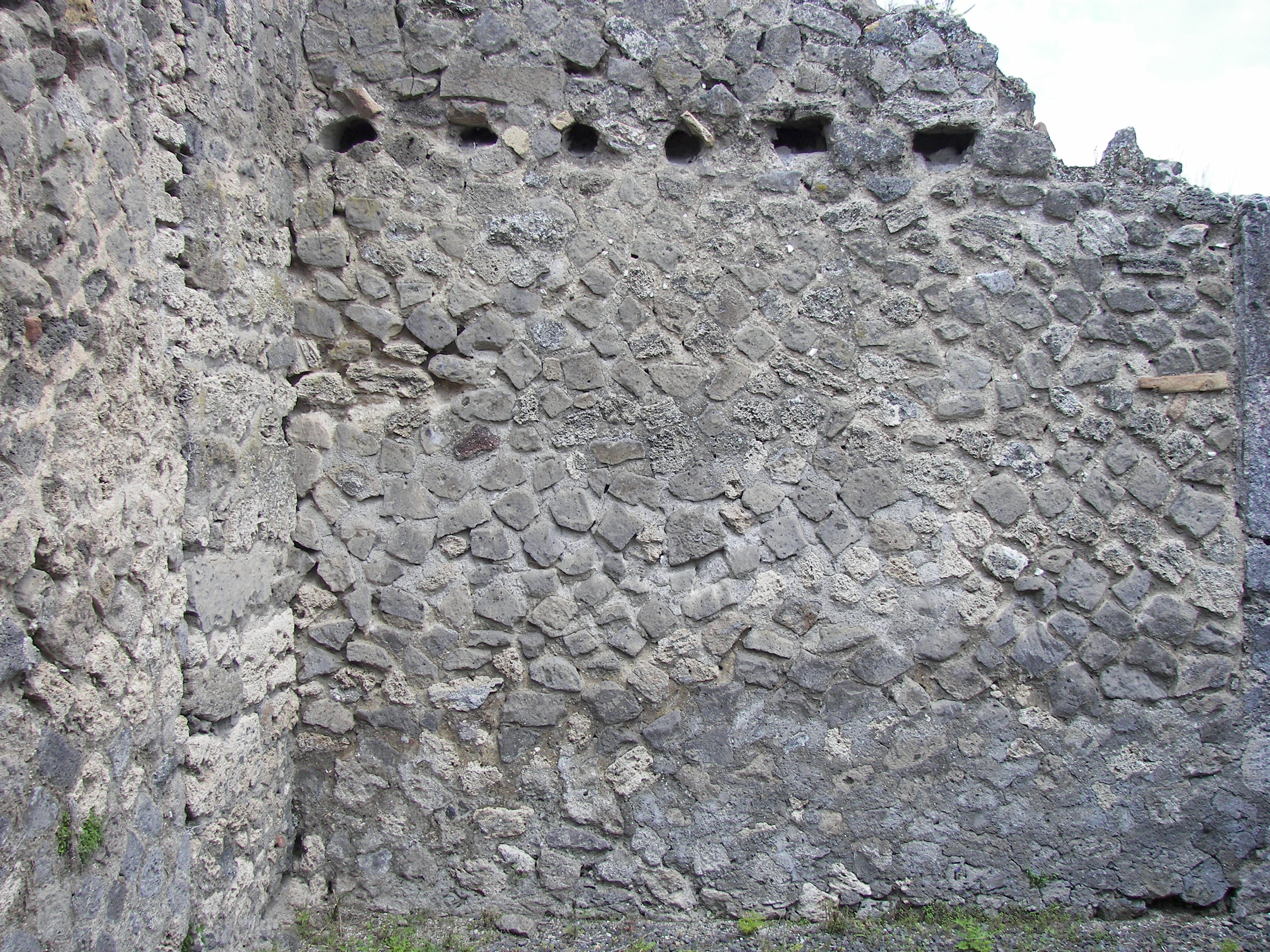
Opus incertum на здании в Помпеях

Opus incertum — вид облицовочной кладки в древнеримской архитектуре. Использовался для облицовки бетонных стен (opus caementicium).

## Описание
Opus incertum появился в III веке до нашей эры Помпеях. Для кладки использовались небольшие камни неправильной формы, выложенные без тщательной подгонки. В качестве материала использовался вулканический туф, в областях, где туфа не было — известняк или булыжник. В конце II века до нашей эры эволюционировал в opus reticulatum. Такой же тип кладки использовался для домов фахверкового типа (opus craticium) в Помпеях и Геркулануме.

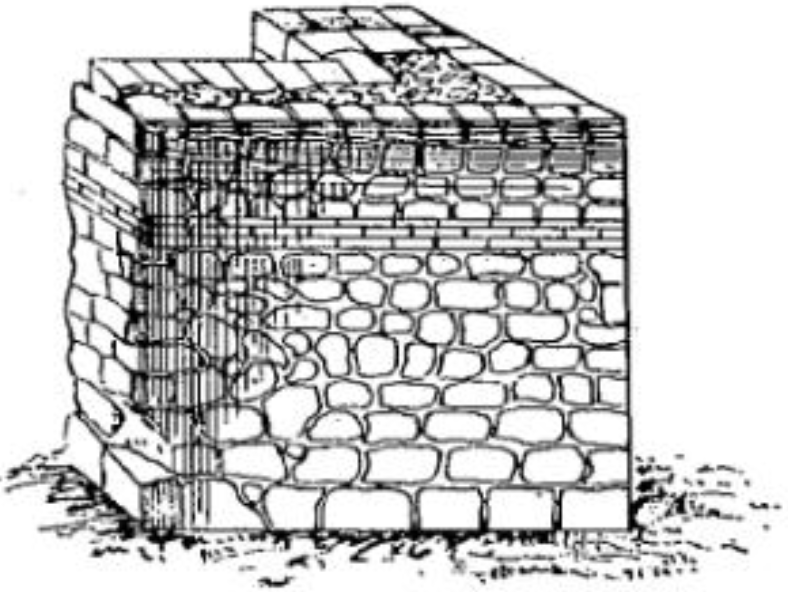
Opus incertum
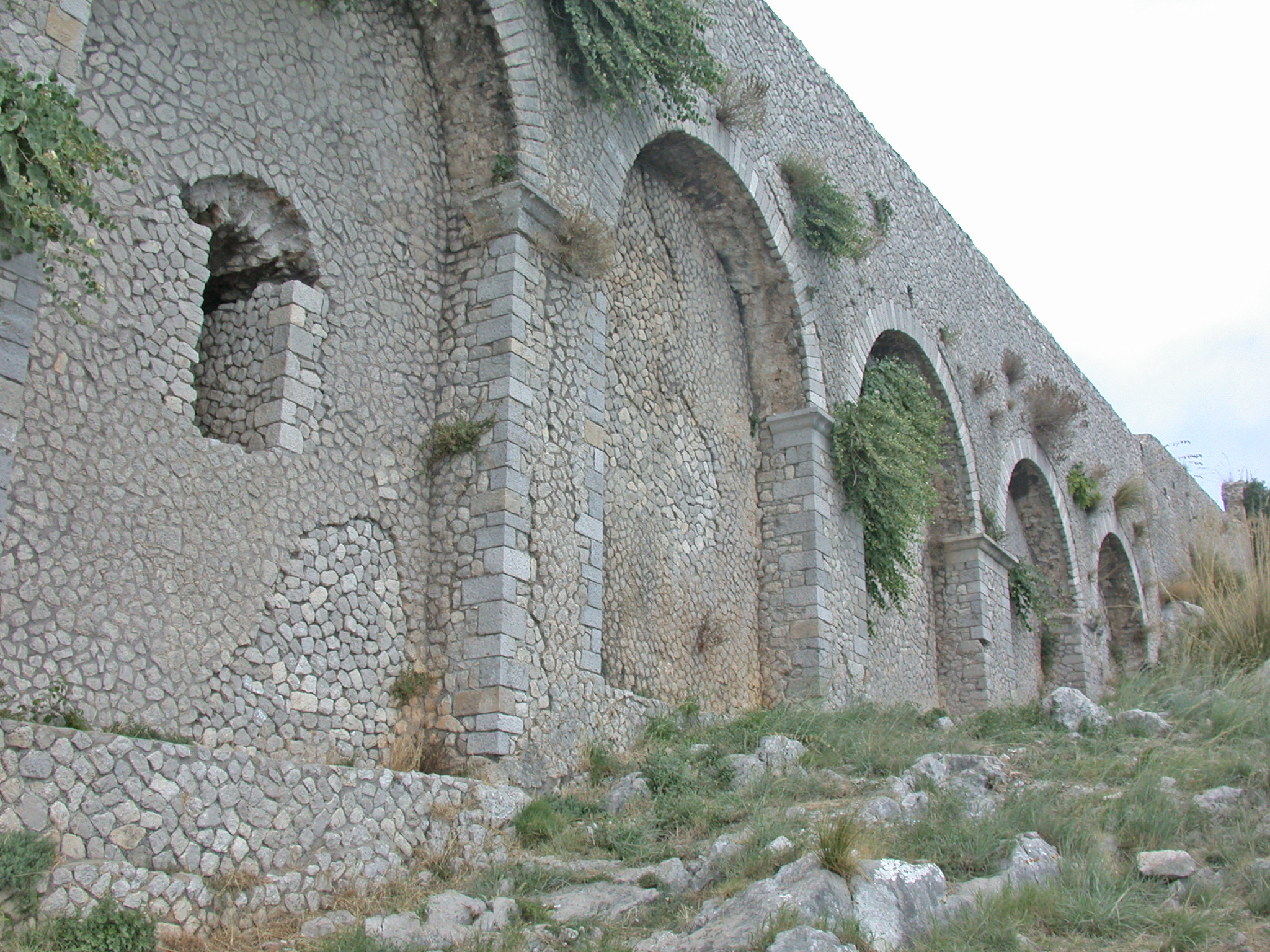
Храм Юпитера Анксурского в Террачине
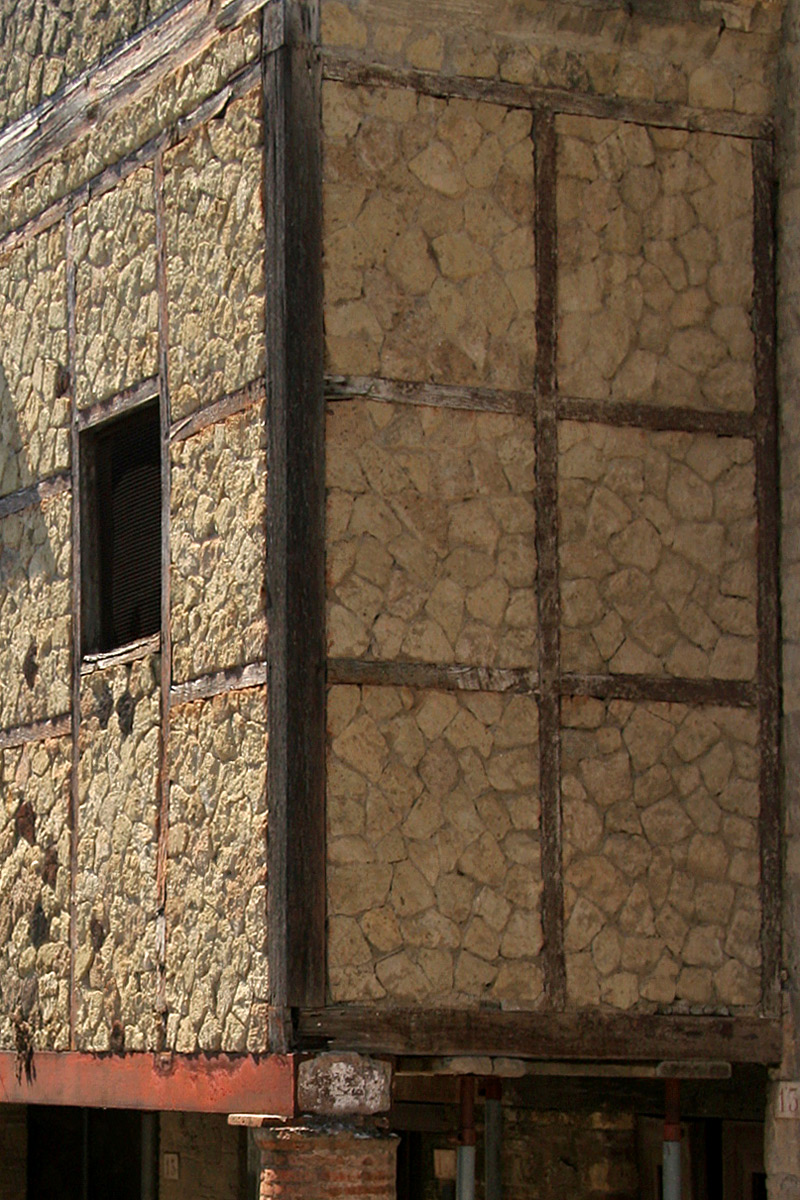
Дом в Геркулануме